# Monétay-sur-Loire
Monétay-sur-Loire ist eine französische Gemeinde mit 249 Einwohnern (Stand: 1. Januar 2022) im Département Allier in der Region Auvergne-Rhône-Alpes. Sie gehört zum Arrondissement Vichy und ist Mitglied im Gemeindeverband Communauté de communes Entr’Allier Besbre et Loire. Die Bewohner werden Monétois und Monétoises genannt.

## Geographie
Monétay-sur-Loire liegt etwa 48 Kilometer nordöstlich von Vichy und etwa 43 Kilometer ostsüdöstlich von Moulins. Trotz des Namens liegt die Gemeinde nicht an der Loire, sondern am Fluss Loddes und seinem Zufluss Forêt. Umgeben wird Monétay-sur-Loire von den Nachbargemeinden Saligny-sur-Roudon im Norden und Westen, Coulanges im Norden und Nordosten, Le Pin im Osten, Saint-Didier-en-Donjon im Süden sowie Liernolles im Süden und Nordwesten.

## Bevölkerungsentwicklung
| Jahr                       | 1962 | 1968 | 1975 | 1982 | 1990 | 1999 | 2006 | 2011 | 2016 | 2019 |
| Einwohner                  | 635  | 555  | 509  | 438  | 339  | 340  | 291  | 283  | 266  | 253  |
| Quellen: Cassini und INSEE |      |      |      |      |      |      |      |      |      |      |

## Sehenswürdigkeiten

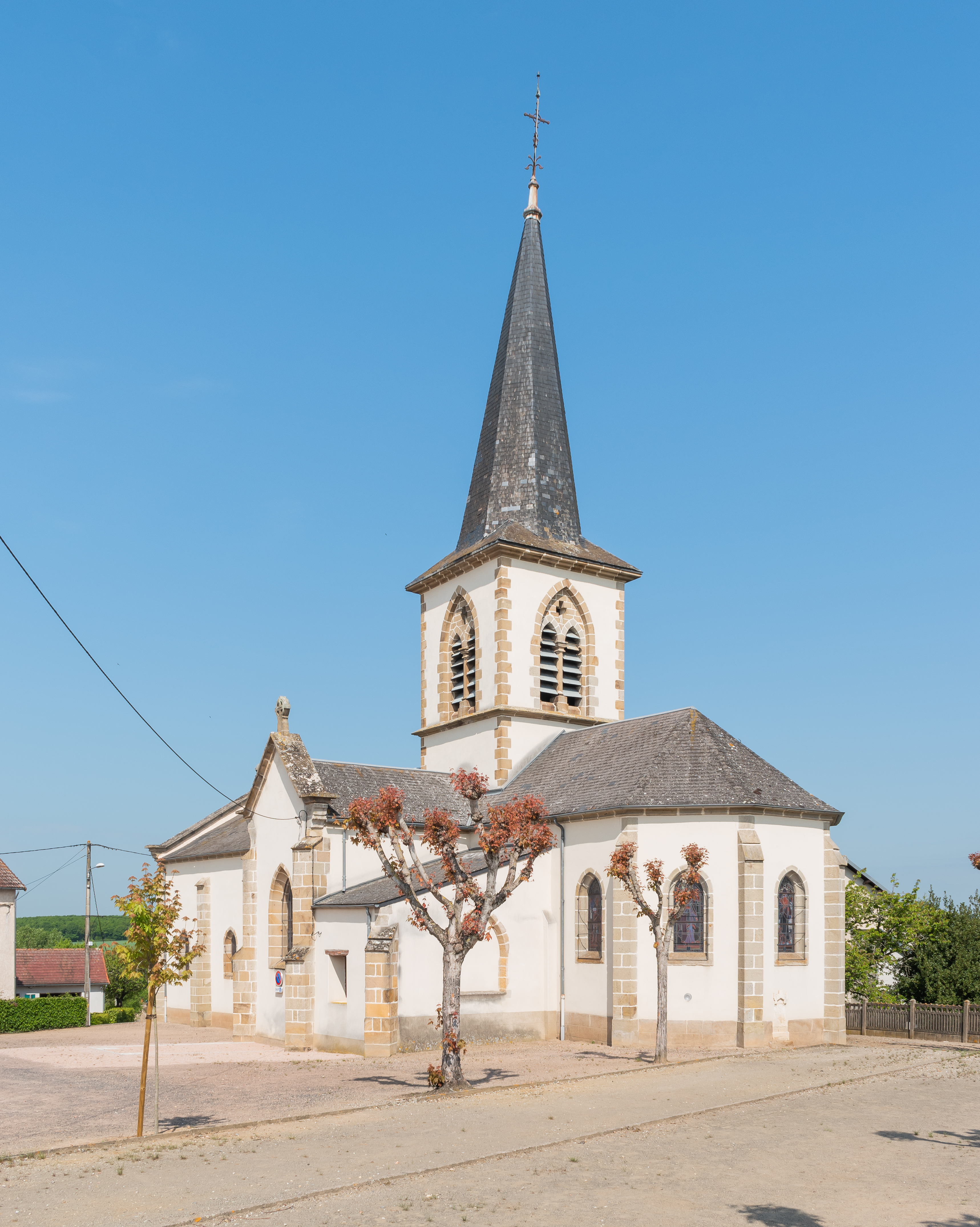
Kirche St-Pierre-aux-Liens

Siehe auch: Liste der Monuments historiques in Monétay-sur-Loire
- Kirche St-Pierre-aux-Liens
- Ehemalige Motte (Turmhügelburg)